# Svenska berättelser
Svenska berättelser är ett poddradioprogram från Sveriges Radio. Varje avsnitt utgörs av en sann berättelse framförd av personen som själv stod i centrum för de händelser som skildras. År 2013 tilldelades Svenska berättelser Ikarospriset för Erika Svantessons berättelse "Det omöjliga valet".